# Goodbye mai
Goodbye mai è il quinto album di Franco Fanigliulo, uscito postumo nel 1989.
Fanigliulo era scomparso all'inizio di quell'anno mentre stava preparando questo lavoro, intitolato provvisoriamente Sudo ma godo e verrà in seguito pubblicato grazie all'interessamento dei due cantanti Vasco Rossi e Zucchero, suoi amici, utilizzando registrazioni effettuate a partire dal 1983.
I brani Fumi o fumi e Bambini di là sono interamente strumentali.

## Tracce
LATO A
- Mr Wonderful - 2'37"
- Sudo ma godo - 4'29"
- L'acqua minerale- 3'44"
- Fumi o fumi (strumentale) - 4'38"

LATO B
- Napoli fa l'onda- 4'10"
- Goodbye mai - 4'46"
- Bambini di là (strumentale) - 3'37"
- La sposa che ride - 4'27"